# (509352) 2007 AG
2007 AG es un asteroide que forma parte de los asteroides Atón, descubierto el 8 de enero de 2007 por el equipo del Mount Lemmon Survey desde el Observatorio del Monte Lemmon, Arizona, Estados Unidos.

## Designación y nombre
Designado provisionalmente como 2007 AG.

## Características orbitales
2007 AG está situado a una distancia media del Sol de 0,7203 ua, pudiendo alejarse hasta 0,9900 ua y acercarse hasta 0,4505 ua. Su excentricidad es 0,374 y la inclinación orbital 11,93 grados. Emplea 223,290 días en completar una órbita alrededor del Sol.

## Características físicas
La magnitud absoluta de 2007 AG es 20,1.